# Pseudanthessius dentatus
Pseudanthessius dentatus is een eenoogkreeftjessoort uit de familie van de Pseudanthessiidae. De wetenschappelijke naam van de soort is voor het eerst geldig gepubliceerd in 2000 door Kim I.H..